# Ле Чунг Тонг
Ле Чунг Тонг (в'єт. Lê Trung Tông; 983–1005) — 2-й імператор династії ранніх Ле в 1005 році.

## Життєпис
Третій син імператора Ле Хоана та наложниці Д'єу Ну. Народився 983 року в Хоали. При народженні отримав ім'я Ле Лонг В'єт (黎龍鉞). 989 року отримав титул вионг та володіння Нам Фонг.
У 1000 році помер спадкоємець трону — старший брат Лонг Тхау. 1001 року оголошений спадкоємцем трону. У 1005 році після смерті батька став правителем, прийнявши ім'я Ле Чунг Тонг. Проте негайно проти нього виступили інші брати. Головним суперником був Ле Нган Тіх, якого лише у жовтні 1005 року було переможено. Невдовзі Нган Тіх загинув. Але через 3 дні Ле Чунг Тонг вбивцею, якого надіслав інший брат Ле Лонг Дінь. Останній успадкував трон.